# Corrida Internacional de São Silvestre de 1995
Corrida Internacional de São Silvestre em 1995 foi a 71ª edição da prova. A corrida foi vencida pelo queniano Paul Tergat no masculino; e pela brasileira Carmem Oliveira, no feminino.
A edição da prova foi marcada pelo record de Paul Tergat de 43.12 segundos permanecendo com melhor marca até 2019 com a nova marca de 42.59 segundos do também queniano Kibiwott Kandie , que se tornaria o maior vencedor da história da prova , e naquele ano conquistou a primeira de suas cinco vitórias.
O queniano venceu a prova com um tempo de 43 minutos e 12 segundos. Já Carmem Oliveira obteve o tempo de 50m53s. Participaram da prova aproximadamente 10.000 homens e 559 mulheres.